# Marius Grigonis
Marius Grigonis, né le 26 avril 1994, à Kaunas, en Lituanie, est un joueur lituanien de basket-ball. Il évolue au poste d'ailier et est reconnu pour la fiabilité de son tir à trois points.

## Biographie
Avec l'Iberostar Tenerife, Grigonis participe à la Ligue des champions 2016-2017. Tenerife remporte la compétition et Grigonis est nommé MVP du Final Four de la Ligue de champions. Grigonis est aussi nommé dans la meilleure équipe des quarts-de-finale.
En juin 2021, Grigonis quitte le Žalgiris et s'engage pour trois saisons avec le CSKA Moscou,.
Après l'invasion de l'Ukraine par la Russie en 2022, Grigonis quitte le club moscovite.
Il s'engage pour les saisons 2022-2023 et 2023-2024 avec le Panathinaïkos, club athénien qui participe à l'EuroLigue.

## Palmarès
- 3e du championnat du monde -19 ans 2013
- Finaliste du championnat d'Europe -18 ans 2012
- Finaliste du championnat d'Europe -16 ans 2010
- Vainqueur de la Ligue des champions 2016-2017.
- Champion de Lituanie 2019, 2020, 2021
- Vainqueur de l'Euroligue 2023-2024